# 80 рівень
80 рівень, також 80 левел або 80 lvl (англ. 80 level) —  інтернет-мем, що вказує на вищий ступінь майстерності. 
Походження мему суперечливе. В минулому 80 рівень — максимальний для персонажів багатокористувацької онлайн-гри «World of Warcraft». Відповідно його походження пов'язують з цією грою. Спочатку мем означав людину, що в Інтернеті втратила зв'язок з реальністю. Потім він власне почав означати вищий ступінь будь-якої майстерності. Відповідно з'явились похідні усталені вирази, зокрема «троль 80 рівня».